# Episodi de La leggenda di Vox Machina (prima stagione)
La prima stagione della serie animata La leggenda di Vox Machina, composta da 12 episodi, è stata pubblicata sulla piattaforma di streaming Prime Video dal 28 gennaio 2022 al 18 febbraio dello stesso anno.
| nº | Titolo originale                 | Titolo italiano                   | Pubblicazione    |
| -- | -------------------------------- | --------------------------------- | ---------------- |
| 1  | The Terror of Tal'Dorei - Part 1 | Il terrore di Tal'Dorei - Parte 1 | 28 gennaio 2022  |
| 2  | The Terror of Tal'Dorei - Part 2 | Il terrore di Tal'Dorei - Parte 2 | 28 gennaio 2022  |
| 3  | The Feast of Realms              | Il banchetto                      | 28 gennaio 2022  |
| 4  | Shadows at the Gates             | Ombre ai cancelli                 | 4 febbraio 2022  |
| 5  | Fate's Journey                   | Il viaggio del destino            | 4 febbraio 2022  |
| 6  | Spark of Rebellion               | La scintilla della ribellione     | 4 febbraio 2022  |
| 7  | Scanbo                           | Scan-man                          | 11 febbraio 2022 |
| 8  | A Silver Tongue                  | Lingua d’Argento                  | 11 febbraio 2022 |
| 9  | The Tide of Bone                 | Marea d'ossa                      | 11 febbraio 2022 |
| 10 | Depths of Deceit                 | Le profondità dell'inganno        | 18 febbraio 2022 |
| 11 | Whispers at the Ziggurat         | Sussurri alla Ziggurat            | 18 febbraio 2022 |
| 12 | The Darkness Within              | Il buio interiore                 | 18 febbraio 2022 |

## Il terrore di Tal'Dorei - Parte 1
- Titolo originale: The Terror of Tal'Dorei - Part 1
- Diretto da: Young Heller
- Scritto da: Brandon Auman

### Trama
I continui fallimenti di vari gruppi mercenari nel tentativo di sconfiggere una bestia non identificata che brucia i terreni agricoli di Tal'Dorei porta il Consiglio ad annunciare pubblicamente una sostanziosa ricompensa per chiunque riesca ad uccidere la creatura. Questo attira l'attenzione dei Vox Machina, uno sgangherato gruppo di avventurieri mercenari che, dopo una rissa in locanda, si trovano a lamentarsi dei numerosi debiti e della perenne mancanza di fondi. Dopo essersi presentati a palazzo con un'esibizione musicale ad opera dello gnomo bardo Scanlan, gli unici favorevoli a dar loro una possibilità sono il generale Krieg e il Sovrano Uriel - colpito da Trinket, l'orso della mezzelfa ranger Vex; dunque il gruppo viene trasportato con un'aeronave a Shalesteps, luogo dell'ultimo avvistamento dell'essere dove, seguendo la pista fornitagli da un bambino, finiscono per imbattersi nella creatura: il drago blu Brimscythe. A seguito di una dura battaglia che vede i Vox Machina essere quasi uccisi dal mostro, il quale riesce invece a fuggire, i gemelli Vex e Vax rivelano al resto del gruppo che fu proprio un drago a uccidere la loro madre quand'erano bambini e che la ranger ha percepito qualcosa di draconico quando si sono incontrati col Consiglio. Decisi a rinunciare all'incarico, i Vox Machina tornano indietro passando nuovamente per Shalesteps, che tuttavia trovano completamente arso dal drago. Sentendosi in colpa per la morte degli abitanti del villaggio, i Vox Machina decidono dunque di uccidere Brimscythe o morire provandoci.
- Nota: l'episodio è una trasposizione di eventi antecedenti l'inizio dello streaming della prima campagna.[5]

## Il terrore di Tal'Dorei - Parte 2
- Titolo originale: The Terror of Tal'Dorei - Part 2
- Diretto da: Alicia Chan
- Scritto da: Brandon Auman

### Trama
Brimscythe spazza via rapidamente un intero battaglione di soldati di Emon e Il generale Krieg, tra i pochi sopravvissuti, torna al Consiglio per riferire l'accaduto; nel frattempo i Vox Machina, fatto a loro volta ritorno alla capitale, aggiornano anch'essi i governanti riguardo al loro primo fallimentare incontro col drago e - grazie alle sue percezioni - Vex inizia a sospettare che Sir Fince possa essere in combutta con Brimscythe, motivo per il quale Scanlan e il goliath barbaro Grog pedinano Sir Fince fino alla villa di Krieg. Contemporaneamente il mezzelfo ladro Vax si reca al Gilmore's Glorious Goods con la gnoma chierico Pike per chiedere informazioni sui punti deboli dei draghi al proprietario, Shaun Gilmore, che tuttavia riesce a procurare loro solamente una poesia criptica da un vecchio tomo. I Vox Machina si riuniscono dunque alla villa di Krieg e fanno irruzione per affrontare Sir Fince, che tuttavia viene assassinato dal generale sotto i loro occhi. Dopo averlo inseguito attraverso un portale magico che collega la villa a una caverna, il gruppo scopre quindi che Krieg è in realtà lo stesso Brimscythe sotto mentite spoglie e lo ingaggiano in battaglia. Nel corso dello scontro Vax realizza che la poesia di Gilmore faceva in realtà riferimento alla gola dei draghi come unica loro debolezza, portando il gruppo ad unire le forze per indebolirlo e Grog a ucciderlo troncandolo in due. Il Consiglio premia i Vox Machina col titolo onorifico di "Protettori del Reame" e le chiavi di una residenza ad Emon messa completamente a loro disposizione, insieme all'invito ad un imminente banchetto di dignitari provenienti da tutta Tal'Dorei. Nel frattempo, mentre viaggiano verso Emon, Lord Sylas e Lady Delilah Briarwood cadono in un'imboscata da parte di alcuni banditi che il nobile massacra brutalmente poco prima di proseguire.
- Nota: l'episodio è una trasposizione di eventi antecedenti l'inizio dello streaming della prima campagna.[5]

## Il banchetto
- Titolo originale: The Feast of Realms
- Diretto da: Stanley Von MedVey
- Scritto da: Eugene Son

### Trama
Sistematisi nella loro nuova tenuta, i Vox Machina si apprestano a prendere parte al banchetto dei reali, dove tuttavia il pistolero Percy rimane scioccato dall'arrivo dei Briarwood rivelando al gruppo che, anni prima, essi hanno preso il controllo della sua terra natale, Whitestone, deponendo la sua famiglia ed assassinandone ogni membro. Durante il banchetto, Sylas ipnotizza il Sovrano Uriel facendogli ignorare le attività sospette di cui si vocifera con insistenza a Whitestone, mentre Delilah afferma che lei e il marito hanno assunto il controllo del luogo dopo che i de Rolo hanno abdicato con disonore; fuori di sé per la rabbia, Percy accusa pubblicamente Delilah di star mentendo poco prima che i lei e il marito si ritirino. Nel frattempo Vax, infiltratosi nelle stanze dei Briarwood per scoprirne di più sul loro conto, trova un libro nascosto che menziona "Il Sussurrato" ma viene successivamente scoperto dalla coppia spingendo Sylas a rivelare la sua natura vampirica nel tentativo di assassinarlo. L'intervento del resto dei Vox Machina dà luogo a una battaglia coi Briarwood nel cortile del palazzo mentre Scanlan distrae gli ospiti del banchetto con un'esibizione musicale. Al termine dello scontro la coppia riesce a fuggire abbandonando dietro di sé il loro cocchiere, Desmond, cui Percy, furibondo e sopraffatto da una forza oscura, interroga in merito ai Briarwood minacciandolo di morte e venendo fermato dal suo intento solo grazie all'intervento del Sovrano Uriel, che ordina l'arresto del gruppo.
- Nota: l'episodio è una trasposizione del 24° e 25° della prima campagna.

## Ombre ai cancelli
- Titolo originale: Shadows at the Gates
- Diretto da: Young Heller
- Scritto da: Ashly Burch

### Trama
Il Sovrano Uriel ordina l'arresto dei Vox Machina per aver creato scompiglio al banchetto dei reali ed aggredito sia i Briarwood che il loro cocchiere, tuttavia Lady Allura riesce a mitigare l'ira dell'uomo convincendolo a porre il gruppo agli arresti domiciliari nella loro tenuta in attesa di un processo piuttosto che incarcerarli. Durante la notte, Percy si apre coi compagni raccontando loro quanto effettivamente successo anni prima alla sua famiglia per mano dei Briarwood, contemporaneaente però, Lady Delilah fa risorgere da un cimitero un manipolo di non morti grazie ai suoi poteri negromantici aizzandoli contro la tenuta nel tentativo di recuperare il libro sottratto da Vax e assassinare il gruppo. Pike realizza che la sua connessione con la Semprechiara è stata interrotta a seguito dello scontro con Lord Sylas, lasciandola priva di poteri ed incapace di respingere le creature, tuttavia grazie ai poteri druidici di Keyleth, che riesce a generare un'esplosione di luce, i Vox Machina riescono ad indebolire i non morti sufficientemente da respingerli; successivamente il capitano Jarrett, unico sopravvissuto della guardia cittadina incaricata di trattenere il gruppo, permette loro di scappare con la promessa che vendicheranno i suoi uomini e libereranno il Sovrano Uriel dall'influenza magica dei Briarwood. Pike sceglie tuttavia di restare indietro così da recarsi in un tempio della Semprechiara nel tentativo di ripristinare il suo legame con la Dea.
- Nota: l'episodio è una trasposizione del 26°, 27° e di parte del 28° della prima campagna.

## Il viaggio del destino
- Titolo originale: Fate's Journey
- Diretto da: Alicia Chan
- Scritto da: Jennifer Muro

### Trama
Dopo aver fatto irruzione nel negozio di artefatti magici di Gilmore e ricevuto da quest'ultimo informazioni sui vampiri e rifornimenti d'armi, i Vox Machina abbandonano di nascosto la capitale per recarsi a Whitestone; nel corso del viaggio Vex tenta di aiutare Percy a far fronte alle sue emozioni mentre Grog è depresso perché Pike non li ha accompagnati, tuttavia poco dopo aver varcato i confini del luogo, il gruppo viene assalito da un branco di mostri creati dalla magia di Lady Delilah in un secondo tentativo di recuperare il libro. Scanlan, custode del manufatto, viene catturato dalle belve ma i Vox Machina riescono a salvarlo, sebbene nel processo finiscano per perdere sia l'oggetto che le armi recuperate da Gilmore, le provviste e il carro su cui viaggiavano. Quella sera, radunati intorno al fuoco per riposare, i Vox Machina si raccontano storie e barzellette a vicenda nel tentativo di farsi forza, mentre Vax e Keyleth si avvicinano sempre di più l'una all'altro, provocando la gelosia di Vex nei confronti del fratello. Nel frattempo, Pike viene accolta in un tempio della Semprechiara tentando, senza successo, di contattarla con l'aiuto delle sacerdotesse. Una volta giunti a Whitestone, i Vox Machina la scoprono essere ridotta a una desolata baraccopoli in cui gli abitanti vivono nascosti e in preda al terrore dei mostri che vi si aggirano, inoltre si imbattono nell'Albero del Sole - un tempo simbolo sacro della città ora spoglio e morente - trovandovi allcuni cittadini, di cui due bambini, impiccativi e vestiti come loro in segno di "benvenuto" da parte dei Briarwood.
- Nota: l'episodio è una trasposizione di parte del 28° e di parte del 29° della prima campagna.

## La scintilla della ribellione
- Titolo originale: Spark of Rebellion
- Diretto da: Stanley Von MedVey
- Scritto da: Mae Catt

### Trama
Archibald Desnay, amico d'infanzia di Percy e capo del movimento ribelle di Whitestone, viene catturato dal capitano delle guardie Kerrion Stonefell, imprigionato e torturato da quest'ultimo e dal Duca Vedmire, convinti che sappia dove si nascondono i Vox Machina. Nel frattempo, su consiglio di Percy, il gruppo contatta la Custode Yenner, leader religioso locale affiliato alla ribellione che li mette al corrente dell'accaduto; Vex pianifica dunque un modo per fare evadere Archibald facendo irruzione nel carcere da due ingressi differenti, tuttavia durante l'operazione i ribelli vi si introducono a loro volta per smantellarlo ed affrontare le guardie. Nel corso dello scontro successivo, i Vox Machina riescono a liberare Archibald e vari altri prigionieri oltre a dare il luogo alle fiamme ma, sul momento di fuggire, Percy - nuovamente posseduto - resta indietro per assassinare brutalmente Stonefell, uno degli individui i cui nomi sono incisi su cinque delle sei canne della sua pistola e che si cancella magicamente una volta assassinato. Contemporaneamente, al tempio della Semprechiara, dopo varie sessioni di meditazione, Pike conclude che la sua incapacità di contattare la Dea non dipende da una maledizione ma da un qualche suo conflitto interiore. Prima di lasciare il carcere di Whitestone, Vax riprende Percy poiché preoccupato dal comportamento violento e irrazionale di quest'ultimo, ma l'uomo ribatte che vendicare la sua famiglia è un suo dovere in quanto ultimo dei de Rolo; Archibald tuttavia rivela a quel punto che sua sorella Cassandra è in realtà ancora viva.
- Nota: l'episodio è una trasposizione di parte del 29° e del 30° della prima campagna.

## Scan-man
- Titolo originale: Scanbo
- Diretto da: Young Heller
- Scritto da: Sam Riegel e Travis Willingham

### Trama
Tramite flashback viene mostrato il rapporto tra Percy e la dispettosa sorellina Cassandra, nonché quello dei due ragazzi col loro tutore, il professor Byron Anders, che malsopportava entrambi e non sopportava i de Rolo in quanto si opponevano ai suoi progetti di estrazione e sperimentazione del minerale arcano noto come residuum. Nel presente, dopo aver salvato Archie ed aver fatto ritorno al covo sotterraneo della resistenza; Vax, Vex e Scanlan affrontano Percy riguardo ai suoi vistosi mutamenti di personalità quando impugna la sua pepperbox, spingendo quest'ultimo a rivelare di averla ideata dopo un misterioso sogno alimentato dal desiderio di vendetta fatto cinque anni prima a seguito di un periodo in cui aveva vissuto per strada tormentato da quanto accaduto alla sua famiglia. La tensione viene deviata da Keyleth, che provoca accidentalmente un incendio cercando di curare l'Albero del Sole, le cui radici emergono in parte dal muro dell'edificio. All'alba, i Vox Machina e Archie pianificano il salvataggio di Cassandra e Scanlan si offre volontario per una missione in solitaria per fornire una distrazione assaltando la casa del Duca Goran Vedmire; nonostante la sfiducia da parte dei compagni, utilizzando in modo casuale pozioni e manufatti rubati nella tana di Brimscythe, lo gnomo riesce a dare l'edificio alle fiamme, sconfiggere Vedmire e in seguito fuggire dal tetto. La maggior parte degli uomini di guardia alla magione di Andres si recano dunque a tentare di sedare l'incendio, permettendo così ai Vox Machina di farvi irruzione, una volta raggiunto il professore tuttavia, questi taglia la gola di Cassandra di fronte allo sconvolto Percy.
- Nota: l'episodio è una trasposizione del 31° della prima campagna.

## Lingua d’Argento
- Titolo originale: A Silver Tongue
- Diretto da: Alicia Chan
- Scritto da: Marc Bernardin

### Trama
Keyleth riesce ad utilizzare i suoi poteri druidici per salvare la vita a Cassandra grazie a un impacco di erbe curative, nel frattempo il professor Andres, in possesso di una lingua d'argento incantata, assume prima il controllo di un manipolo di vecchie armature, successivamente di Grog e infine di tutti i membri di Vox Machina ad eccezione di Percy, ordinando loro di assassinarlo. Il pistolero tuttavia riesce a far rimbalzare un proiettile su alcune armature facendolo entrare nella guancia di Andres, spappolandogli così lingua e mascella inferiore di modo da privarlo dei suoi poteri per poi assassinarlo e far svanire il suo nome dai quattro ancora incisi sulle canne della sua pistola, come già avvenuto per Stonefell. Contemporaneamente Pike riesce finalmente a contattare la Semprechiara realizzando di aver reciso ella stessa il suo legame con la Dea in quanto riteneva di aver anteposto il divertimento coi suoi amici ai dettami della sua fede, tuttavia la Semprechiara la rassicura di non dover compiere alcuna scelta tra la sua fede e i suoi affetti. Dopo aver razziato la dimora di Andres, i Vox Machina realizzano che i Briarwood architettano un qualche rituale che avrà luogo nell'arco di cinque giorni durante un solstizio, dunque proiettano nel cielo il logo dei de Rolo grazie ai poteri di Keyleth per avvertire i ribelli, facendo tuttavia infuriare Delilah che, tramite un rito necromante, riversa un esercito di non-morti sulla città.
- Nota: l'episodio è una trasposizione di parte del 33° e di parte del 32° della prima campagna.

## Marea d'ossa
- Titolo originale: The Tide of Bone
- Diretto da: Stanley Von MedVey
- Scritto da: Kevin Burke e Chris "Doc" Wyatt

### Trama
In un flashback viene mostrato come, per salvare il marito morente, Delilah Briarwood strinse un patto con un'entità oscura e divenne una negromante rianimandolo sotto forma di vampiro. Nel presente, l'orda di non-morti - spalleggiata da giganti e soldati dei Briarwood - invade le strade di Whitestone, togliendo progressivamente ogni rifugio ai Vox Machina e alla ribellione, in una serie di battaglie nel corso delle quali Archie viene assassinato dal Duca Vedmire, sopravvissuto all'incendio della sua magione. Accerchiati ai piedi dell'Albero del Sole, il gruppo di mercenari e i ribelli superstiti vengono incitati a combattere fino alla morte da Percy; al vertice della tensione, Vax confida finalmente a Keyleth di essere innamorato di lei ma, poco prima che si bacino, questa si fa indietro sostenendo che il momento sia "il peggiore". Nel momento in cui la battaglia sembra perduta, Pike ricompare sotto forma di proiezione astrale e, grazie ai suoi poteri pienamente ripristinati, respinge i non-morti e benedice le armi del popolo di Whitestone permettendogli di sbaragliare l'esercito dei Briarwood e linciare Vedmire. Successivamente, Percy e Cassandra mostrano ai Vox Machina un'entrata segreta per i sotterranei del loro palazzo e, durante il tragitto, trovano una donna in una cella che, dopo essersi dichiarata nemica dei Briarwood offre loro aiuto, sebbene in tutta risposta Percy le punti la pistola in fronte.
- Nota: l'episodio è una trasposizione di parte del 32° della prima campagna.

## Le profondità dell'inganno
- Titolo originale: Depths of Deceit
- Diretto da: Young Heller
- Scritto da: Jennifer Muro

### Trama
Un flashback rivela che la dottoressa Anna Ripley oltre ad aver preso parte all'omicidio della famiglia de Rolo ha torturato personalmente Percy e la sorella Cassandra tanto da imbiancare i capelli di entrambi. Nel presente, la donna incarcerata si rivela essere la Ripley e Percy tenta di ucciderla salvo venire fermato da Keyleth. A seguito di una tesa trattativa, i Vox Machina accettano di farsi condurre dalla dottoressa fino alla ziggurat sotto Whitestone, luogo in cui si trovano i Briarwood. Durante il percorso tuttavia, il gruppo si trova nella sala di raffinazione sotterranea del residuum dove vengono traditi da Cassandra, che li intrappola nella stanza facendo scattare una trappola. La giovane, il cui nome compare sulla sesta canna della pistola del fratello, rivela di essere sotto il controllo mentale di Sylas e di considerarli "la sua famiglia" mentre Vax, unico che riesce a raggiungerla, viene ipnotizzato a sua volta. Mentre i Briarwood se ne vanno assieme Cassandra e Vax, la stanza si riempie rapidamente di acido spingendo Scanlan ad utilizzare la magia per tenere il gruppo lontano dalla sostanza; Vex sprona Percy a riprendersi dalla profonda depressione ricordandogli che se anche perdesse nuovamente sua sorella loro rimarrebbero al suo fianco; rincuorato, il pistolero riesce a deattivare la trappola con l'aiuto di Grog e della Ripley, permettendo così ai Vox Machina di procedere verso la ziggurat. Nel frattempo, raggiunto il luogo, Dalilah fa notare a Sylas che hanno due potenziali sacrifici: Cassandra e Vax.
- Nota: l'episodio è una trasposizione di parte del 33° e di parte del 34° della prima campagna.

## Sussurri alla Ziggurat
- Titolo originale: Whispers at the Ziggurat
- Diretto da: Alicia Chan
- Scritto da: Eugene Son e Travis Willingham

### Trama
I Vox Machina e la Ripley raggiungono Cassandra, Vax e i Briarwood alla ziggurat sotto Whitestone dove Delilah e Sylas si stanno preparando per il rituale dedicato a invocare il Sussurrato, perfido semidio imprigionato fuori dal mondo materiale. Una volta raggiunto il luogo, la Ripley fugge, schernendo Percy in quanto non è in grado di spararle senza avvisare i Briarwood della presenza del gruppo. Segue una battaglia tra la squadra mercenaria e la coppia negromante, dove Vex e Percy cercano di sottomettere i rispettivi fratelli riuscendo infine a liberarli dal controllo mentale, mentre Keyleth, Pike e Grog combattono Sylas e Delilah silenzia Scanlan con un incantesimo. Al termine dello scontro Keyleth riesce a incanalare il potere dell'Albero del Sole uccidendo il vampiro, immobilizzato da Grog. Devastata dal dolore, Delilah si rinchiude nella ziggurat e tenta di completare il rituale ma, avendolo affrettato, questi apparentemente fallisce e anziché il Sussurrato evoca solo una misteriosa sfera nera rotante. I Vox Machina fanno irruzione nella struttura nel tentativo di fermare la donna che, prima di venire colpita da dua pallottole al petto da Percy, riesce a ferire mortalmente Keyleth, la quale si frappone tra lei e Vex salvando la vita a quest'ultima. Pike tenta di curare l'amica ma, proprio in quell'istante, la sua proiezione astrale viene interrotta.
- Nota: l'episodio è una trasposizione di parte del 34° della prima campagna.

## Il buio interiore
- Titolo originale: The Darkness Within
- Diretto da: Stanley Von Medvey
- Scritto da: Brandon Auman e Sam Riegel

### Trama
I gemelli mezzelfi tentano invano di salvare Keyleth con un elisir curativo, portando Scanlan a dedurre che la sfera nera rotante stia bloccando la magia in sua prossimità, inclusa la proiezione astrale di Pike. Il gruppo esce dunque dalla ziggurat, trascinandosi dietro Delilah mentre Grog recupera la spada di Sylas, che sembra sussurrargli. Tornati nella stanza di raffinazione del residuum, Vax e Scanlan riescono miracolosamente a curare Keyleth nello stesso modo in cui lei aveva precedentemente curato Cassandra. Percy nel frattempo viene completamente soggiogato dal demone di fumo Orthax, che rivela di essere l'artefice del sogno che gli ha dato l'idea della pepperbox in quanto attirato dalla sua sete di vendetta e desideroso di banchettare con le anime delle persone che il pistolero uccideva tramite tale strumento, che dunque rappresenta una sorta di patto tra di loro. Spinto dall'influenza demoniaca, Percy viene quasi indotto ad assassinare i suoi amici ma le parole di Vex e della sorella riesce infine a recuperare il controllo sparandosi alla mano da solo disperdendo Orthax. Approfittando della confusione Dalilah tenta di scappare, ma Cassandra la uccide tagliandole la gola con la spada; credendo che il demone sia svanito, Percy tenta di recuperare la pepperbox, ma Scanlan la getta in una pozza d'acido rivelando che Orthax era ancora al suo interno. Percy affida Whitestone a Cassandra ritenendola più adatta di lui al comando dopodiché fa ritorno a Emon coi Vox Machina grazie a un portale magico aperto nell'Albero del Sole da Keyleth, spronata da Vex, raddolcitasi nei suoi confronti. Qualche giorno dopo, riuniti con Pike, i Vox Machina vengono convocati nella pubblica piazza per un discorso del Sovrano Uriel, che dichiara il suo intento ad abdicare e cedere il governo di Tal'Dorei al Consiglio; poco dopo tale dichiarazione tuttavia, vengono avvistati quattro draghi in volo verso la città.
- Nota: l'episodio è una trasposizione del 35°, 36°, 37°, 38° e di parte del 39° della prima campagna.